# Arachnura angura
Arachnura angura là một loài nhện trong họ Araneidae.
Loài này thuộc chi Arachnura. Arachnura angura được Benoy Krishna Tikader miêu tả năm 1970.